# Agelenella pusilla
Genre
Espèce
Synonymes
- Agelena pusilla Pocock, 1903

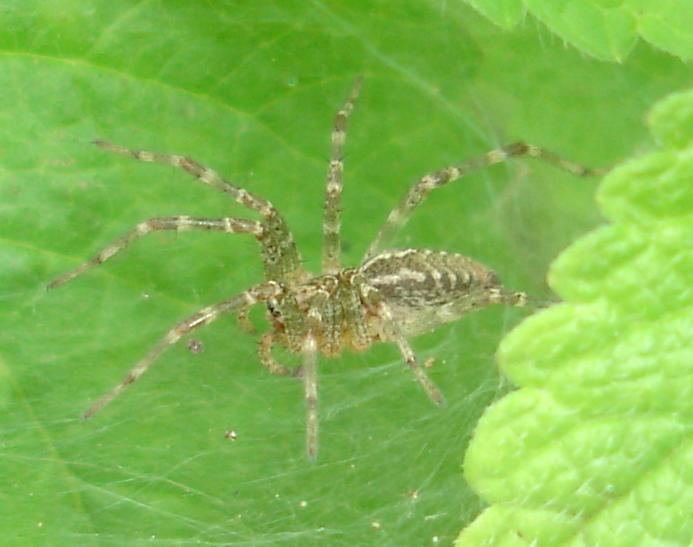

Agelenella pusilla, unique représentant du genre Agelenella, est une espèce d'araignées aranéomorphes de la famille des Agelenidae.

## Distribution
Cette espèce est endémique du Yémen.

## Description
La femelle holotype mesure 6 mm.

## Publications originales
- Pocock, 1903 : Arachnida. The Natural History of Sokotra and Abd-el-Kuri. Liverpool, Special Bulletin of the Liverpool Museums, p. 175-208 (texte intégral).
- Lehtinen, 1967 : Classification of the cribellate spiders and some allied families, with notes on the evolution of the suborder Araneomorpha. Annales Zoologici Fennici, vol. 4, p. 199-468.